# Чемпионат России по лёгкой атлетике 2012
Чемпионат России по лёгкой атлетике 2012 года прошёл в Чебоксарах на Центральном стадионе «Олимпийский» 3—6 июля. На соревнованиях проходил финальный этап отбора в сборную России для участия в легкоатлетическом турнире XXX Летних Олимпийских игр в Лондоне, прошедшем 3—12 августа 2012 года. В чемпионате принял участие 891 спортсмен (496 мужчин и 395 женщин) из 67 регионов страны. На протяжении 4 дней было разыграно 38 комплектов медалей.

## Соревнования
В женском метании молота новый рекорд России установила Татьяна Лысенко, отправившая снаряд на отметку 78,51 м. Данный результат на момент завершения соревнований являлся 2-м в мире за всю историю дисциплины.
В сектор для метания диска у женщин вышла Олимпийская чемпионка 2004 года 40-летняя Наталья Садова. С результатом 59,70 м она заняла 4-е место, а после дисквалификации Дарьи Пищальниковой переместилась на 3-е.
Великолепные результаты были показаны в секторе для прыжка в высоту у мужчин. Сразу 6 человек взяли планку на высоте 2,30 м и выше, а победителем с лучшим результатом сезона в мире стал Иван Ухов — 2,39 м.
Отличную серию в толкании ядра у женщин показала победительница Евгения Колодко. Для победы ей хватило бы результата, показанного в любой из 4 удачных попыток, каждая из которых была под 20 метров, а лучшей стала четвёртая — 20,15 м.
Лучшие результаты сезона в мире показали бегунья на 400 метров с барьерами Наталья Антюх (53,40) и прыгунья в высоту Анна Чичерова (2,03 м).
Высочайший уровень результатов продемонстрировали женщины в беге на 400 метров. Тройка призёров на этой дистанции «выбежала» из 50 секунд, кроме того, сразу 7 человек в финале «разменяли» рубеж в 51 секунду. Чемпионкой страны стала Антонина Кривошапка, очень быстро начавшая первую половину дистанции и едва не растерявшая заработанное преимущество на финишной прямой. Победный результат, 49,16, стал лучшим в мировом сезоне и оказался всего на 0,05 секунды хуже рекорда России.
5 спортсменок в финале женского прыжка в длину улетели за отметку 6,80 м в борьбе за три путёвки на Олимпийские игры. Лишней в команде оказалась Дарья Клишина, оставшаяся четвёртой с результатом 6,81 м. Чемпионкой с первым прыжком за 7 метров в карьере стала Елена Соколова (7,06 м).
Перед чемпионатом в большой спорт после рождения второй дочери вернулась прыгунья в длину и тройным Татьяна Лебедева. Совершив прыжок на 14,68 м, она в очередной раз стала чемпионкой страны в тройном прыжке и отобралась на свои четвёртые Олимпийские игры.
Первые три места в рейтинге европейского сезона заняли призёрки бега на 200 метров. Выиграла этот вид олимпийская чемпионка 2008 года в эстафете 4×100 метров Александра Федорива, установившая новый личный рекорд 22,19.
В прыжке в длину у мужчин с личным рекордом 8,24 м первенствовал Александр Меньков. После ярких успехов в начале сезона (несколько подиумов на этапах Бриллиантовой лиги) его чемпионство стало более чем закономерным.
На протяжении 2012 года в различных городах были проведены также чемпионаты России в отдельных дисциплинах лёгкой атлетики:
- 18—19 февраля — зимний чемпионат России по спортивной ходьбе (Сочи)
- 27—29 февраля — зимний чемпионат России по длинным метаниям (Адлер)
- 7 апреля — чемпионат России по горному бегу (вверх) (Железноводск)
- 28 апреля — чемпионат России по кроссу (весна) (Жуковский)
- 12—13 мая — чемпионат России по суточному бегу (Москва)
- 19 мая — чемпионат России по горному бегу (вверх-вниз) (Токсово)
- 20 мая — чемпионат России по полумарафону (Омск)
- 2—3 июня — чемпионат России по многоборьям (Чебоксары)
- 10—11 июня — чемпионат России по спортивной ходьбе (Москва)
- 11 июня — чемпионат России в беге на 10 000 метров (Москва)
- 7—8 сентября — чемпионат России по эстафетному бегу (Адлер)
- 9 сентября — чемпионат России по марафону (Москва)
- 29—30 сентября — чемпионат России по кроссу (осень) (Оренбург)
- 21 октября — чемпионат России по горному бегу (длинная дистанция) (Красная Поляна)

## Медалисты

### Мужчины
| Дисциплина                          | Золото                                                                          | Золото            | Серебро                                                                                           | Серебро           | Бронза                                                                             | Бронза             |
| ----------------------------------- | ------------------------------------------------------------------------------- | ----------------- | ------------------------------------------------------------------------------------------------- | ----------------- | ---------------------------------------------------------------------------------- | ------------------ |
| 100 м (ветер: −0,5 м/с)             | Михаил Идрисов Татарстан Иркутская область                                      | 10,39             | Павел Караваев Москва Псковская область                                                           | 10,46             | Константин Петряшов Вологодская область Санкт-Петербург                            | 10,46              |
| 200 м (ветер: +2,3 м/с)             | Константин Петряшов Вологодская область Санкт-Петербург                         | 20,73             | Валентин Морозов Москва Хабаровский край                                                          | 20,77             | Александр Хютте Санкт-Петербург Карелия                                            | 20,82              |
| 400 м                               | Максим Дылдин Пермский край                                                     | 45,01             | Павел Тренихин Свердловская область Тюменская область                                             | 45,24             | Владимир Краснов Иркутская область Московская область                              | 45,36              |
| 800 м                               | Иван Нестеров Свердловская область                                              | 1.48,05           | Евгений Шармин Московская область                                                                 | 1.48,89           | Иван Тухтачёв Иркутская область Новосибирская область                              | 1.48,98            |
| 1500 м                              | Егор Николаев Башкортостан                                                      | 3.39,25           | Павел Хворостухин Санкт-Петербург                                                                 | 3.39,28           | Вячеслав Соколов Москва Челябинская область                                        | 3.40,71            |
| 5000 м                              | Андрей Сафронов Башкортостан                                                    | 13.30,30          | Степан Киселёв Татарстан Чувашия                                                                  | 13.45,74          | Олег Григорьев Москва Саратовская область                                          | 13.46,45           |
| 3000 м с препятствиями              | Николай Чавкин Москва                                                           | 8.26,38           | Дмитрий Балашов Свердловская область                                                              | 8.29,17           | Ильгизар Сафиуллин [a] Москва Приморский край                                      | 8.29,59 [a]        |
| 110 м с барьерами (ветер: +0,9 м/с) | Константин Шабанов Москва Псковская область                                     | 13,57             | Евгений Борисов Московская область                                                                | 13,78             | Алексей Дрёмин Московская область Челябинская область                              | 13,83              |
| 400 м с барьерами                   | Вячеслав Сакаев Москва Новосибирская область                                    | 49,59             | Владимир Антманис Москва Оренбургская область                                                     | 49,87             | Александр Деревягин Москва Кемеровская область                                     | 50,31              |
| Прыжок в высоту                     | Иван Ухов Москва                                                                | 2,39 м            | Андрей Сильнов Московская область Ростовская область                                              | 2,37 м            | Александр Шустов Московская область Нижегородская область                          | 2,35 м             |
| Прыжок с шестом                     | Сергей Кучеряну Москва Санкт-Петербург                                          | 5,72 м            | Дмитрий Стародубцев Челябинская область                                                           | 5,72 м            | Евгений Лукьяненко Краснодарский край                                              | 5,65 м             |
| Прыжок в длину                      | Александр Меньков Красноярский край                                             | 8,24 м (+0,2 м/с) | Павел Шалин Москва Липецкая область                                                               | 8,08 м (+1,5 м/с) | Сергей Полянский Московская область                                                | 7,93 м (+1,7 м/с)  |
| Тройной прыжок                      | Люкман Адамс Москва Санкт-Петербург                                             | 17,06 м (0,0 м/с) | Алексей Фёдоров Московская область Смоленская область                                             | 16,84 м (0,0 м/с) | Юрий Ковалёв Москва Ростовская область                                             | 16,68 м (−0,3 м/с) |
| Толкание ядра                       | Максим Сидоров Московская область                                               | 21,51 м           | Иван Юшков Иркутская область Новосибирская область                                                | 20,77 м           | Сослан Цирихов Московская область Северная Осетия                                  | 20,00 м            |
| Метание диска                       | Богдан Пищальников Мордовия Тверская область                                    | 65,64 м           | Николай Седюк Нижегородская область                                                               | 58,90 м           | Станислав Алексеев Москва Ставропольский край                                      | 57,56 м            |
| Метание молота                      | Кирилл Иконников Московская область Санкт-Петербург                             | 80,71 м           | Игорь Виниченко Московская область                                                                | 78,09 м           | Анатолий Поздняков Санкт-Петербург                                                 | 74,94 м            |
| Метание копья                       | Илья Коротков Нижегородская область                                             | 79,61 м           | Алексей Товарнов Краснодарский край Волгоградская область                                         | 79,11 м           | Валерий Иордан Московская область                                                  | 78,63 м            |
| Эстафета 4×100 м                    | Карелия · Дмитрий Кирилюк · Евгений Котляров · Александр Ферштат · Юрий Чугунов | 40,63             | Краснодарский край · Антон Абрамкин · Александр Волков · Дмитрий Лопин · Игорь Шевцов             | 40,76             | Мордовия · Владислав Сизов · Альберт Фатихов · Азат Дураев · Александр Вашуркин    | 40,84              |
| Эстафета 4×400 м                    | Москва · Павел Кириллов · Максим Ерёмин · Егор Кибакин · Денис Несмашный        | 3.08,11           | Тюменская область · Александр Свиридов · Денис Кудрявцев · Александр Сигаловский · Павел Тренихин | 3.08,27           | Пермский край · Василий Бреев · Дмитрий Коробов · Владислав Фролов · Алексей Кёниг | 3.08,76            |

a  27 сентября 2016 года Международная ассоциация легкоатлетических федераций опубликовала список спортсменов, дисквалифицированных в связи с допинговыми нарушениями. Среди них оказался российский бегун Ильдар Миншин, отстранённый от соревнований на 2 года на основании отклонений показателей крови в биологическом паспорте. Его результаты с 15 августа 2009 года были аннулированы, в том числе третье место на чемпионате России 2012 года в беге на 3000 метров с препятствиями с результатом 8.29,58.

### Женщины
| Дисциплина                          | Золото                                                                                            | Золото            | Серебро                                                                                       | Серебро           | Бронза                                                                                              | Бронза             |
| ----------------------------------- | ------------------------------------------------------------------------------------------------- | ----------------- | --------------------------------------------------------------------------------------------- | ----------------- | --------------------------------------------------------------------------------------------------- | ------------------ |
| 100 м (ветер: −0,9 м/с)             | Елизавета Савлинис Москва Санкт-Петербург                                                         | 11,40             | Наталья Русакова Санкт-Петербург Татарстан                                                    | 11,43             | Евгения Полякова Москва                                                                             | 11,46              |
| 200 м (ветер: +1,0 м/с)             | Александра Федорива Москва                                                                        | 22,19             | Наталья Русакова Санкт-Петербург Татарстан                                                    | 22,49             | Елизавета Савлинис Москва Санкт-Петербург                                                           | 22,65              |
| 400 м                               | Антонина Кривошапка Москва Волгоградская область                                                  | 49,16             | Юлия Гущина Московская область Ростовская область                                             | 49,28             | Татьяна Фирова Московская область Нижегородская область                                             | 49,72              |
| 800 м                               | Екатерина Поистогова Мордовия Свердловская область                                                | 1.58,15           | Елена Кофанова [b] Москва Саха-Якутия                                                         | 1.59,18 [b]       | Татьяна Маркелова [b] Мурманская область                                                            | 2.00,30 [b]        |
| 1500 м                              | Татьяна Томашова [b] Московская область                                                           | 3.59,71 [b]       | Елена Соболева [b] Москва Брянская область                                                    | 4.00,09 [b]       | Наталья Евдокимова [b] Краснодарский край Санкт-Петербург                                           | 4.01,85 [b]        |
| 5000 м                              | Юлия Васильева Башкортостан                                                                       | 15.20,41          | Елена Наговицына Чувашия Удмуртия                                                             | 15.23,58          | Наталья Пучкова Нижегородская область Чувашия                                                       | 15.24,00           |
| 3000 м с препятствиями              | Гульнара Самитова-Галкина [c] Москва Татарстан                                                    | 9.25,92 [c]       | Елена Орлова [c] Московская область                                                           | 9.31,37 [c]       | Наталья Горчакова [c] Московская область Свердловская область                                       | 9.35,55 [c]        |
| 100 м с барьерами (ветер: +1,1 м/с) | Татьяна Дектярёва Московская область Свердловская область                                         | 12,81             | Екатерина Галицкая Санкт-Петербург Ростовская область                                         | 12,90             | Юлия Кондакова Санкт-Петербург                                                                      | 12,93              |
| 400 м с барьерами                   | Наталья Антюх Москва Санкт-Петербург                                                              | 53,40             | Елена Чуракова Москва Пермский край                                                           | 54,90             | Анастасия Отт Свердловская область                                                                  | 56,17              |
| Прыжок в высоту                     | Анна Чичерова Москва Ростовская область                                                           | 2,03 м            | Светлана Школина Москва Смоленская область                                                    | 2,01 м            | Ирина Гордеева Санкт-Петербург                                                                      | 1,99 м             |
| Прыжок с шестом                     | Светлана Феофанова Москва                                                                         | 4,65 м            | Анастасия Савченко Москва Санкт-Петербург                                                     | 4,60 м            | Александра Киряшова Санкт-Петербург                                                                 | 4,55 м             |
| Прыжок в длину                      | Елена Соколова Москва Белгородская область                                                        | 7,06 м (0,0 м/с)  | Анна Назарова Москва Санкт-Петербург                                                          | 6,88 м (+1,2 м/с) | Людмила Колчанова Костромская область Татарстан                                                     | 6,87 м (+0,4 м/с)  |
| Тройной прыжок                      | Татьяна Лебедева Волгоградская область                                                            | 14,68 м (0,0 м/с) | Виктория Валюкевич Москва Краснодарский край                                                  | 14,64 м (0,0 м/с) | Вероника Мосина Санкт-Петербург                                                                     | 14,50 м (+1,0 м/с) |
| Толкание ядра                       | Евгения Колодко Москва Саха-Якутия                                                                | 20,15 м           | Анна Авдеева Мордовия Самарская область                                                       | 19,00 м           | Ирина Тарасова Москва Ростовская область                                                            | 18,96 м            |
| Метание диска                       | Вера Ганеева [d] Москва Татарстан                                                                 | 64,20 м [d]       | Светлана Сайкина [d] Москва Нижегородская область                                             | 60,81 м [d]       | Наталья Садова [d] Нижегородская область                                                            | 59,70 м [d]        |
| Метание молота                      | Татьяна Лысенко Московская область Ростовская область                                             | 78,51 м           | Гульфия Ханафеева Москва Мордовия                                                             | 76,04 м           | Мария Беспалова Санкт-Петербург Московская область                                                  | 74,91 м            |
| Метание копья                       | Марина Максимова [e] Москва Чувашия                                                               | 58,53 м [e]       | Оксана Громова [e] Московская область Москва                                                  | 57,94 м [e]       | Виктория Сударушкина [e] Москва Санкт-Петербург                                                     | 55,50 м [e]        |
| Эстафета 4×100 м                    | Иркутская область · Елена Болсун · Анастасия Кочержова · Юлия Глибко · Александра Гаманец         | 44,81             | Пензенская область · Ольга Терёхина · Наталья Шишкова · Елена Аксёнова · Людмила Мочалина     | 44,86             | Москва · Татьяна Филатова · Александра Антонова · Юна Мехти-Заде · Екатерина Вороненкова            | 44,94              |
| Эстафета 4×400 м                    | Свердловская область · Анастасия Григорьева · Татьяна Вешкурова · Анастасия Отт · Ксения Усталова | 3.32,32           | Свердловская область · Анна Ягупова · Ольга Львова · Екатерина Шестакова · Полина Дериглазова | 3.33,44           | Волгоградская область · Ольга Товарнова · Лилия Молгачёва · Анастасия Коршунова · Анжелика Доканева | 3.33,60            |

b  28 июля 2014 года в обновлённом списке спортсменов, дисквалифицированных за нарушение антидопинговых правил, на сайте ИААФ появилась фамилия российской бегуньи на средние дистанции Екатерины Костецкой. На основании абнормальных показаний биологического паспорта крови она была дисквалифицирована на 2 года, а все её результаты, показанные после 30 августа 2011 года, признаны недействительными. Таким образом, следующие результаты Екатерины Костецкой на чемпионате России — 2012 были аннулированы: 3-е место в беге на 800 метров (потенциальное 2-е после дисквалификации Елены Аржаковой) с результатом 1.58,83, а также 1-е место в беге на 1500 метров с результатом 3.59,28.

Кроме того, ранее, 30 апреля 2013 года Всероссийская федерация лёгкой атлетики сообщила о дисквалификации бегуньи на 800 метров Елены Аржаковой на основании обнаруженных абнормальных показателей гематологического профиля её биологического паспорта. Спортсменка решением Антидопинговой комиссии Всероссийской федерации лёгкой атлетики дисквалифицирована на 2 года, а её результаты после 12 июля 2011 года аннулированы, включая 2-е место на чемпионате России — 2012 с результатом 1.58,47.

29 ноября 2016 года Спортивный арбитражный суд в Лозанне принял решение о дисквалификации российской бегуньи на средние дистанции Екатерины Шарминой (Мартыновой). Спортсменка была отстранена от соревнований на три года, а её результаты после 17 июня 2011 года — аннулированы, в том числе второе место на чемпионате России — 2012 в беге на 1500 метров с результатом 3.59,49.

c  30 января 2015 года Российское антидопинговое агентство сообщило о дисквалификации на 2,5 года бегуньи Юлии Зариповой. Причиной стали абнормальные показатели крови в биологическом паспорте спортсменки. Её результаты, показанные в промежутке с 3 июля по 3 сентября 2012 года были аннулированы, в том числе 1-е место на чемпионате России — 2012 в беге на 3000 метров с препятствиями с лучшим результатом сезона в Европе 9.09,99.

d  30 апреля 2013 года Всероссийская федерация лёгкой атлетики сообщила о дисквалификации метательницы диска Дарьи Пищальниковой в связи с положительной допинг-пробой на оксандролон, взятой во время внесоревновательного тестирования 20 мая 2012 года. В связи с тем, что данное нарушение — второе в карьере спортсменки, — решением Антидопинговой комиссии Всероссийской федерации лёгкой атлетики она была дисквалифицирована на 10 лет, а её результаты после 20 мая 2012 года аннулированы, включая 1-е место на чемпионате России — 2012 с результатом 70,69 м.

e  5 сентября 2018 года Всероссийская федерация лёгкой атлетики сообщила о дисквалификации на 4 года метательницы копья Марии Абакумовой. После перепроверки её допинг-проб с Олимпийских игр 2008 года и чемпионата мира 2011 года в них был обнаружен запрещённый туринабол. Спортсменка отказалась от апелляции; все её выступления с 21 августа 2008 года по 20 августа 2012 года были аннулированы, в том числе первое место на чемпионате России 2012 года с результатом 64,41 м.

## Зимний чемпионат России по спортивной ходьбе
Зимний чемпионат России по спортивной ходьбе 2012 прошёл 18—19 февраля в Сочи на базе ФГУП «Юг-Спорт». Мужчины соревновались на дистанциях 20 км и 35 км, женщины — на 20 км. Соревнования прошли в холодную погоду с дождём и снегом. Результат мирового класса, близкий по своему уровню к рекордному, показала в заходе на 20 км Эльмира Алембекова. Второй в соревнованиях женщин стала 19-летняя чемпионка Европы среди юниоров Елена Лашманова, впервые в карьере выступавшая на дистанции 20 км.

### Мужчины
| Дисциплина      | Золото                                          | Золото      | Серебро                                    | Серебро     | Бронза                                   | Бронза      |
| --------------- | ----------------------------------------------- | ----------- | ------------------------------------------ | ----------- | ---------------------------------------- | ----------- |
| Ходьба на 20 км | Денис Стрелков [f] Мордовия Челябинская область | 1:20.31 [f] | Александр Прохоров [f] Челябинская область | 1:21.06 [f] | Анатолий Кукушкин [f] Московская область | 1:23.00 [f] |
| Ходьба на 35 км | Михаил Рыжов [g] Мордовия                       | 2:25.59 [g] | Иван Носков [g] Мордовия                   | 2:26.33 [g] | Алексей Барцайкин [g] Мордовия           | 2:27.50 [g] |

f  18 декабря 2012 года стало известно о санкциях к ходоку Сергею Морозову в связи с нарушением антидопингового законодательства. В биологическом паспорте спортсмена были зафиксированы отклонения показаний крови. На основании данного факта Антидопинговая комиссия Всероссийской федерации лёгкой атлетики приняла решение о пожизненной дисквалификации Сергея Морозова (поскольку данное нарушение уже второе в его карьере). Все его результаты после 25 февраля 2011 года аннулированы, в том числе 2-е место на Зимнем чемпионате России по спортивной ходьбе — 2012 с результатом 1:17.52.

28 июля 2014 года в обновлённом списке спортсменов, дисквалифицированных за нарушение антидопинговых правил, на сайте ИААФ появилась фамилия российского ходока Станислава Емельянова. На основании абнормальных показаний биологического паспорта крови он был дисквалифицирован на 2 года, а все его результаты, показанные после 26 июля 2010 года, признаны недействительными, в том числе 4-е место (3-е после дисквалификации Морозова) на Зимнем чемпионате России по спортивной ходьбе — 2012 с результатом 1:18.29.

17 марта 2015 года список дисквалифицированных российских ходоков пополнился ещё одним спортсменом. Им стал Андрей Рузавин, дисквалифицированный на 2 года и 6 месяцев, снова на основании абнормальных показателей крови. Все его результаты в период с 18 декабря 2011 года по 18 февраля 2012 года были аннулированы, в том числе победа на зимнем чемпионате России в ходьбе на 20 км с 12-м результатом в мировой истории 1:17.47.

29 мая 2017 года Всероссийская федерация лёгкой атлетики дисквалифицировала на четыре года ходока Петра Трофимова на основании показателей биологического паспорта. Все выступления спортсмена с 13 августа 2009 года по 18 мая 2013 года были аннулированы, в том числе пятое место на зимнем чемпионате России по ходьбе — 2012 на дистанции 20 км с результатом 1:19.20.

В марте 2014 года Международная ассоциация легкоатлетических федераций сообщила о санкциях в отношении Петра Богатырёва, занявшего седьмое место (результат — 1:20.51) на зимнем чемпионате России, также в связи с абнормальными показателями гематологического профиля биологического паспорта. Спортсмен был дисквалифицирован на 2 года, начиная с 16 октября 2013, все его результаты после 12 июля 2011 года — аннулированы.

7 августа 2017 года Спортивный арбитражный суд в Лозанне дисквалифицировал на 3 года российского ходока Андрея Кривова. На основании данных биологического паспорта был сделан вывод о применении спортсменом допинга. Все его результаты с 20 мая 2011 года по 6 июля 2013 года были аннулированы, в том числе третье место в ходьбе на 20 км на зимнем чемпионате России — 2012 с результатом 1:18.25.

g  20 января 2015 года Российское антидопинговое агентство сообщило о дисквалификации 5 титулованных российских ходоков. Среди них оказался и Сергей Кирдяпкин. В его крови в ходе проведенного анализа были выявлены серьёзные отклонения показателей крови. На основании решения Дисциплинарного антидопингового комитета спортсмен был дисквалифицирован на 3 года и 2 месяца, начиная с 15 октября 2012 года. Его результаты в период с 17 декабря 2011 по 11 июня 2012 года были аннулированы, в том числе 1-е место на Зимнем чемпионате России по спортивной ходьбе — 2012 на дистанции 35 км с результатом 2:25.42.

### Женщины
| Дисциплина      | Золото                      | Золото  | Серебро                  | Серебро | Бронза                       | Бронза  |
| --------------- | --------------------------- | ------- | ------------------------ | ------- | ---------------------------- | ------- |
| Ходьба на 20 км | Эльмира Алембекова Мордовия | 1:25.27 | Елена Лашманова Мордовия | 1:26.30 | Ирина Юманова Москва Чувашия | 1:26.47 |

## Зимний чемпионат России по длинным метаниям
Зимний чемпионат России по длинным метаниям 2012 прошёл 27—29 февраля в Адлере на легкоатлетическом стадионе спортивного комплекса «Юность». В программе соревнований были представлены метание диска, метание молота и метание копья. На чемпионате выступали все сильнейшие метатели страны, включая Татьяну Лысенко, Сергея Макарова, Сергея Литвинова, Богдана Пищальникова, Марию Абакумову.

### Мужчины
| Дисциплина     | Золото                                   | Золото  | Серебро                                             | Серебро | Бронза                                               | Бронза  |
| -------------- | ---------------------------------------- | ------- | --------------------------------------------------- | ------- | ---------------------------------------------------- | ------- |
| Метание диска  | Евгений Братко Челябинская область       | 57,24 м | Николай Седюк Москва Нижегородская область          | 57,03 м | Михаил Дворников Москва Санкт-Петербург              | 55,62 м |
| Метание молота | Сергей Литвинов Мордовия                 | 79,06 м | Кирилл Иконников Московская область Санкт-Петербург | 76,63 м | Игорь Виниченко Московская область                   | 73,81 м |
| Метание копья  | Сергей Макаров Москва Московская область | 82,20 м | Илья Коротков Москва Нижегородская область          | 74,35 м | Игорь Сухомлинов Санкт-Петербург Ставропольский край | 74,03 м |

### Женщины
| Дисциплина     | Золото                                                | Золото      | Серебро                               | Серебро     | Бронза                                       | Бронза      |
| -------------- | ----------------------------------------------------- | ----------- | ------------------------------------- | ----------- | -------------------------------------------- | ----------- |
| Метание диска  | Екатерина Строкова [h] Москва Липецкая область        | 58,23 м [h] | Вера Ганеева [h] Москва Татарстан     | 57,26 м [h] | Елена Панова [h] Москва Владимирская область | 56,47 м [h] |
| Метание молота | Татьяна Лысенко Московская область Ростовская область | 71,25 м     | Гульфия Ханафеева Москва Мордовия     | 68,23 м     | Нина Волкова Самарская область               | 67,47 м     |
| Метание копья  | Марина Максимова [i] Москва Чувашия                   | 59,30 м [i] | Оксана Громова [i] Московская область | 52,56 м [i] | Ксения Зыбина [i] Санкт-Петербург            | 51,82 м [i] |

h  14 декабря 2017 года ИААФ сообщила об аннулировании результатов российской метательницы диска Дарьи Пищальниковой. В связи с нарушением антидопинговых правил все выступления спортсменки с 1 мая 2011 года по 20 мая 2012 года были признаны недействительными, в том числе первое место на зимнем чемпионате России — 2012 с результатом 60,74 м.

i  17 января 2014 года стало известно, что международный Спортивный арбитражный суд в Лозанне удовлетворил апелляцию ИААФ на решение об отмене пожизненной дисквалификации Лады Черновой в связи с положительной допинг-пробой на бромантан, взятой на Зимнем чемпионате России по длинным метаниям 29 февраля 2012 года. Первоначальные санкции по отношению к спортсменке восстановлены, а её результат на данном турнире (2-е место, 59,47 м) аннулирован.

5 сентября 2018 года Всероссийская федерация лёгкой атлетики сообщила о дисквалификации на 4 года метательницы копья Марии Абакумовой. После перепроверки её допинг-проб с Олимпийских игр 2008 года и чемпионата мира 2011 года в них был обнаружен запрещённый туринабол. Спортсменка отказалась от апелляции; все её выступления с 21 августа 2008 года по 20 августа 2012 года были аннулированы, в том числе первое место на зимнем чемпионате России по метаниям 2012 года с результатом 64,00 м.

## Чемпионат России по горному бегу (вверх)
XIII чемпионат России по горному бегу (вверх) состоялся 7 апреля 2012 года в Железноводске, Ставропольский край. Участники выявляли сильнейших на трассе, проложенной на склоне горы Бештау. На старт вышли 100 участников (68 мужчин и 32 женщины) из 30 регионов России.

### Мужчины
| Дисциплина                           | Золото                              | Золото | Серебро                                   | Серебро | Бронза                               | Бронза |
| ------------------------------------ | ----------------------------------- | ------ | ----------------------------------------- | ------- | ------------------------------------ | ------ |
| 9,6 км перепад высот: +1145 м −189 м | Андрей Миняков Свердловская область | 57.21  | Андрей Русаков Москва Челябинская область | 57.46   | Алексей Пагнуев Свердловская область | 57.58  |

### Женщины
| Дисциплина                       | Золото                           | Золото | Серебро                          | Серебро | Бронза                              | Бронза |
| -------------------------------- | -------------------------------- | ------ | -------------------------------- | ------- | ----------------------------------- | ------ |
| 5 км перепад высот: +884 м −98 м | Галина Егорова Самарская область | 42.17  | Нигина Хаитова Кировская область | 44.48   | Дина Александрова Татарстан Чувашия | 45.28  |

## Чемпионат России по кроссу (весна)
Весенний чемпионат России по кроссу состоялся 28 апреля 2012 года в городе Жуковский, Московская область. Было разыграно 4 комплекта наград. Мужчины соревновались на дистанциях 4 км и 8 км, женщины — 2 км и 6 км. В соревнованиях, которые прошли в тёплую и солнечную погоду, приняли участие спортсмены из 48 регионов страны.

### Мужчины
| Дисциплина | Золото                           | Золото | Серебро                           | Серебро | Бронза                                | Бронза |
| ---------- | -------------------------------- | ------ | --------------------------------- | ------- | ------------------------------------- | ------ |
| Кросс 4 км | Валентин Смирнов Санкт-Петербург | 11.17  | Алексей Попов Воронежская область | 11.19   | Александр Кривчонков Брянская область | 11.20  |
| Кросс 8 км | Андрей Лейман Краснодарский край | 23.25  | Юрий Чечун Самарская область      | 23.48   | Иван Коняев Самарская область         | 24.07  |

### Женщины
| Дисциплина | Золото                                 | Золото   | Серебро                       | Серебро  | Бронза                                  | Бронза   |
| ---------- | -------------------------------------- | -------- | ----------------------------- | -------- | --------------------------------------- | -------- |
| Кросс 2 км | Светлана Подосёнова [j] Омская область | 6.02 [j] | Екатерина Шкодрина [j] Москва | 6.13 [j] | Ирина Дмитриева [j] Костромская область | 6.14 [j] |
| Кросс 6 км | Наталья Власова Приморский край        | 19.58    | Людмила Лебедева Марий Эл     | 20.00    | Дина Александрова Татарстан Чувашия     | 20.20    |

j  29 ноября 2016 года Спортивный арбитражный суд в Лозанне принял решение о дисквалификации российской бегуньи на средние дистанции Екатерины Шарминой (Мартыновой). Спортсменка была отстранена от соревнований на три года, а её результаты после 17 июня 2011 года — аннулированы, в том числе первое место на чемпионате России по кроссу — 2012 на дистанции 2 км с результатом 5.58.

## Чемпионат России по суточному бегу
Чемпионат России по суточному бегу прошёл 12—13 мая на стадионе имени братьев Знаменских в Москве в рамках XXI сверхмарафона «Сутки бегом». На старт вышли 54 легкоатлета из 23 регионов России (46 мужчин и 8 женщин). Владимир Бычков стал первым в истории трёхкратным чемпионом страны в суточном беге среди мужчин. Он единственный из всех участников смог выполнить норматив мастера спорта международного класса. Ирина Коваль спустя два года вновь выиграла женский забег.

### Мужчины
| Дисциплина   | Золото                               | Золото    | Серебро              | Серебро   | Бронза                              | Бронза    |
| ------------ | ------------------------------------ | --------- | -------------------- | --------- | ----------------------------------- | --------- |
| Суточный бег | Владимир Бычков Белгородская область | 250 234 м | Андрей Земцов Москва | 247 163 м | Тимур Пономарёв Воронежская область | 240 400 м |

### Женщины
| Дисциплина   | Золото                          | Золото    | Серебро                 | Серебро   | Бронза                                 | Бронза    |
| ------------ | ------------------------------- | --------- | ----------------------- | --------- | -------------------------------------- | --------- |
| Суточный бег | Ирина Коваль Московская область | 201 537 м | Римма Пальцева Марий Эл | 195 084 м | Ирина Реутович Калининградская область | 169 693 м |

## Чемпионат России по горному бегу (вверх-вниз)
XIV чемпионат России по горному бегу (вверх-вниз) состоялся 19 мая 2012 года в посёлке Токсово, Ленинградская область. Соревнования прошли при благоприятных погодных условиях (до +20 градусов) на базе местного Военного института физической культуры. На старт вышли 79 участников (51 мужчина и 28 женщин) из 21 региона России. Юрий Чечун во второй раз подряд выиграл титул чемпиона страны.

### Мужчины
| Дисциплина                           | Золото                       | Золото | Серебро                | Серебро | Бронза                             | Бронза |
| ------------------------------------ | ---------------------------- | ------ | ---------------------- | ------- | ---------------------------------- | ------ |
| 12 км перепад высот: +1400 м −1400 м | Юрий Чечун Самарская область | 58.14  | Андрей Шкляев Удмуртия | 58.52   | Александр Гусев Московская область | 59.19  |

### Женщины
| Дисциплина                          | Золото                              | Золото | Серебро                          | Серебро | Бронза                           | Бронза |
| ----------------------------------- | ----------------------------------- | ------ | -------------------------------- | ------- | -------------------------------- | ------ |
| 6,9 км перепад высот: +800 м −800 м | Надежда Лещинская Самарская область | 38.44  | Нигина Хаитова Кировская область | 39.14   | Марина Иванова Самарская область | 39.51  |

## Чемпионат России по полумарафону
Чемпионат России по полумарафону 2012 состоялся 20 мая в городе Омск в рамках традиционного XVII Омского полумарафона-гандикапа. Дистанция была проложена по Иртышской набережной.

### Мужчины
| Дисциплина  | Золото                           | Золото  | Серебро                               | Серебро | Бронза                          | Бронза  |
| ----------- | -------------------------------- | ------- | ------------------------------------- | ------- | ------------------------------- | ------- |
| Полумарафон | Андрей Лейман Краснодарский край | 1:03.49 | Евгений Пищалов Новосибирская область | 1:03.59 | Виктор Угаров Иркутская область | 1:04.22 |

### Женщины
| Дисциплина  | Золото                    | Золото  | Серебро                             | Серебро | Бронза                           | Бронза  |
| ----------- | ------------------------- | ------- | ----------------------------------- | ------- | -------------------------------- | ------- |
| Полумарафон | Ирина Пермитина Татарстан | 1:12.34 | Елена Рухляда Новосибирская область | 1:13.05 | Ольга Глок Новосибирская область | 1:13.26 |

## Чемпионат России по многоборьям
Чемпионы России в мужском десятиборье и женском семиборье были определены 2—3 июня 2012 года в Чебоксарах. Чемпионат являлся этапом отбора в сборную России на XXX Летние Олимпийские игры и чемпионат Европы. Соревнования прошли на Центральном стадионе «Олимпийский». Сразу 6 спортсменок в женском семиборье набрали суммы больше 6000 очков. Фантастического прогресса добилась чемпионка, Кристина Савицкая, добавившая к своему личному рекорду почти 700 очков.

### Мужчины
| Дисциплина  | Золото                                     | Золото     | Серебро                                  | Серебро    | Бронза                                                 | Бронза     |
| ----------- | ------------------------------------------ | ---------- | ---------------------------------------- | ---------- | ------------------------------------------------------ | ---------- |
| Десятиборье | Сергей Свиридов Москва Кемеровская область | 8088 очков | Василий Харламов Москва Брянская область | 8059 очков | Илья Шкуренёв Краснодарский край Волгоградская область | 8030 очков |

### Женщины
| Дисциплина | Золото                    | Золото    | Серебро                               | Серебро    | Бронза                                    | Бронза     |
| ---------- | ------------------------- | --------- | ------------------------------------- | ---------- | ----------------------------------------- | ---------- |
| Семиборье  | Кристина Савицкая Чувашия | 6681 очко | Ольга Курбан Москва Иркутская область | 6528 очков | Екатерина Большова Москва Санкт-Петербург | 6466 очков |

## Чемпионат России по спортивной ходьбе
Чемпионат России по спортивной ходьбе 2012 прошёл 10—11 июня в Москве. Были разыграны 3 комплекта медалей на олимпийских дистанциях 20 км у мужчин и женщин и 50 км у мужчин. Трасса была проложена по территории Олимпийского комплекса «Лужники» и была аналогичной той, на которой через год проходили соревнования ходоков на чемпионате мира по лёгкой атлетике. Личный рекорд в возрасте 40 лет установил чемпион страны на дистанции 50 км Юрий Андронов — 3:40.46, однако это не помогло ему отобраться в команду на Олимпийские игры. В мужской ходьбе на 20 км победитель Сергей Морозов и занявший 4-е место Пётр Богатырёв были впоследствии дисквалифицированы, а их результаты на чемпионате аннулированы.

### Мужчины
| Дисциплина      | Золото                                              | Золото      | Серебро                                          | Серебро     | Бронза                             | Бронза      |
| --------------- | --------------------------------------------------- | ----------- | ------------------------------------------------ | ----------- | ---------------------------------- | ----------- |
| Ходьба на 20 км | Андрей Рузавин [k] Мордовия                         | 1:20.49 [k] | Денис Стрелков [k] Мордовия                      | 1:21.09 [k] | Валерий Филипчук [k] Мордовия      | 1:23.54 [k] |
| Ходьба на 50 км | Юрий Андронов Самарская область Челябинская область | 3:40.46     | Константин Максимов Кемеровская область Мордовия | 3:48.18     | Александр Яргунькин Москва Чувашия | 3:50.53     |

k  18 декабря 2012 года стало известно о санкциях к ходоку Сергею Морозову в связи с нарушением антидопингового законодательства. В биологическом паспорте спортсмена были зафиксированы отклонения показаний крови. На основании данного факта Антидопинговая комиссия Всероссийской федерации лёгкой атлетики приняла решение о пожизненной дисквалификации Сергея Морозова (поскольку данное нарушение уже второе в его карьере). Все его результаты после 25 февраля 2011 года аннулированы, в том числе 1-е место на чемпионате России по спортивной ходьбе — 2012 с результатом 1:19.51.

Кроме того, в марте 2014 года Международная ассоциация легкоатлетических федераций сообщила о санкциях в отношении занявшего 4-е место (результат — 1:22.00) на чемпионате России Петра Богатырёва, также в связи с абнормальными показателями гематологического профиля биологического паспорта. Спортсмен был дисквалифицирован на 2 года начиная с 16 октября 2013, все его результаты после 12 июля 2011 года — аннулированы, в том числе и «бронза» (после дисквалификации Морозова) чемпионата России по спортивной ходьбе — 2012.

29 мая 2017 года Всероссийская федерация лёгкой атлетики дисквалифицировала на четыре года ходока Петра Трофимова на основании показателей биологического паспорта. Все выступления спортсмена с 13 августа 2009 года по 18 мая 2013 года были аннулированы, в том числе пятое место на чемпионате России по ходьбе — 2012 на дистанции 20 км с результатом 1:22.40.

### Женщины
| Дисциплина      | Золото                             | Золото      | Серебро                      | Серебро     | Бронза                             | Бронза      |
| --------------- | ---------------------------------- | ----------- | ---------------------------- | ----------- | ---------------------------------- | ----------- |
| Ходьба на 20 км | Вера Соколова [l] Мордовия Чувашия | 1:28.06 [l] | Марина Пандакова [l] Чувашия | 1:28.46 [l] | Нина Охотникова [l] Москва Чувашия | 1:28.46 [l] |

l  7 февраля 2019 года Всероссийская федерация лёгкой атлетики сообщила о дисквалификации на 3 года российской легкоатлетки Аниси Кирдяпкиной. Решение было принято Спортивным арбитражным судом на основании отклонений в биологическом паспорте спортсменки, которые указывали на применение допинга. Все результаты Кирдяпкиной с 25 февраля 2011 года по 11 октября 2013 года были аннулированы, в том числе первое место на чемпионате России — 2012 в ходьбе на 20 км с результатом 1:27.43.

## Чемпионат России по бегу на 10 000 метров
Победители чемпионата России в беге на 10 000 метров определились в рамках международного турнира «Московский вызов», прошедшего 11 июня 2012 года на БСА «Лужники».

### Мужчины
| Дисциплина | Золото                              | Золото   | Серебро                              | Серебро  | Бронза                          | Бронза   |
| ---------- | ----------------------------------- | -------- | ------------------------------------ | -------- | ------------------------------- | -------- |
| 10 000 м   | Евгений Рыбаков Кемеровская область | 28.35,95 | Анатолий Рыбаков Кемеровская область | 28.50,75 | Евгений Дога Краснодарский край | 29.27,87 |

### Женщины
| Дисциплина | Золото                     | Золото       | Серебро                      | Серебро      | Бронза                                      | Бронза       |
| ---------- | -------------------------- | ------------ | ---------------------------- | ------------ | ------------------------------------------- | ------------ |
| 10 000 м   | Наталья Попкова [m] Москва | 31.55,83 [m] | Алина Прокопьева [m] Чувашия | 31.57,38 [m] | Валентина Галимова [m] Москва Пермский край | 32.07,82 [m] |

m  7 ноября 2012 года Антидопинговая комиссия Всероссийской федерации лёгкой атлетики сообщила о дисквалификации на 2 года бегуньи на длинные дистанции Инги Абитовой в связи с нарушением антидопинговых правил. Решение было принято на основании абнормальных показателей гематологического профиля её биологического паспорта. Наказание также включает в себя аннулирование всех результатов спортсменки, показанных после 10 октября 2009 года, в том числе 3-го места на чемпионате России по бегу на 10 000 м — 2012 с временем 31.55,97.

За аналогичное нарушение антидопингового законодательства 25 октября 2013 года Антидопинговой комиссией ВФЛА была дисквалифицирована другая бегунья на длинные дистанции, Елизавета Гречишникова, завоевавшая «золото» на чемпионате с временем 31.07,88. Срок дисквалификации составил 2 года, результаты аннулированы с 18 августа 2009 года, таким образом, спортсменка лишена звания чемпионки России — 2012 на дистанции 10 000 м.

## Чемпионат России по эстафетному бегу
Медали чемпионата России в неолимпийских дисциплинах эстафетного бега (шведские эстафеты 400+300+200+100 м и 800+400+200+100 м, 4×800 м, 4×1500 м, 4×110(100) м с барьерами) были разыграны в Адлере 7—8 сентября 2012 года на легкоатлетическом стадионе спортивного комплекса «Юность». На турнире было побито два рекорда России, оба — командами из Иркутской области. Женщины в шведской эстафете 800+400+200+100 м показали результат 3.30,37, а мужчины в эстафете 400+300+200+100 м — 1.51,59.

### Мужчины
| Дисциплина                   | Золото                                                                                               | Золото      | Серебро                                                                                              | Серебро     | Бронза                                                                                       | Бронза      |
| ---------------------------- | --- | ----------- | --- | ----------- | -------------------------------------------------------------------------------------------- | ----------- |
| Эстафета 400+300+200+100 м   | Иркутская область · Дмитрий Буряк · Евгений Панасенко · Михаил Идрисов · Артём Копырялов             | 1.51,59     | Новосибирская область · Алексей Погорелов · Алексей Лебедзь · Николай Березников · Алексей Михальцов | 1.53,63     | Липецкая область · Евгений Хохлов · Александр Непомнящий · Денис Огарков · Александр Олейник | 1.53,70     |
| Эстафета 800+400+200+100 м   | Новосибирская область [n] · Антон Кулятин · Николай Березников · Алексей Михальцов · Алексей Лебедзь | 3.10,72 [n] | Санкт-Петербург [n] · Александр Сторожев · Юрий Трамбовецкий · Артур Рейсбих · Иван Шаблюев          | 3.11,54 [n] | Татарстан [n] · Олег Сидоров · Радэль Кашефразов · Михаил Идрисов · Марат Аблязов            | 3.12,25 [n] |
| Эстафета 4×800 м             | Санкт-Петербург · Александр Сторожев · Артур Бурцев · Тимофей Петров · Павел Хворостухин             | 7.24,05     | Новосибирская область · Александр Кудинов · Андрей Алексеев · Евгений Евсюков · Антон Кулятин        | 7.25,68     | Курская область · Павел Меринков · Роман Малеев · Руслан Малеев · Дмитрий Букреев            | 7.27,84     |
| Эстафета 4×1500 м            | Санкт-Петербург · Дмитрий Трипутень · Денис Васильев · Артур Бурцев · Тимофей Петров                 | 15.17,37    | Татарстан · Евгений Быков · Семён Павлов · Игорь Головин · Олег Сидоров                              | 15.31,59    | Башкортостан · Тагир Хайруллин · Азамат Казбулатов · Алексей Митюков · Иван Теняков          | 15.32,23    |
| Эстафета 4×110 м с барьерами | Московская область · Сергей Пугачёв · Денис Ежов · Дмитрий Виноградов · Евгений Борисов              | 59,24       | Санкт-Петербург · Ламин Фофана · Виктор Романов · Максим Соколов · Иван Бызин                        | 59,67       | Волгоградская область · Тарас Лемко · Евгений Саранцев · Денис Чиненов · Илья Шкуренёв       | 1.00,35     |

n  5 декабря 2012 года Всероссийская федерация лёгкой атлетики сообщила о дисквалификации на 2 года бегуна на средние дистанции Павла Крицкова за применение запрещённых препаратов. В допинг-пробе спортсмена, взятой на чемпионате России по эстафетному бегу, был обнаружен нандролон. Согласно п. 41.1 правил проведения соревнований ИААФ, если спортсмен совершил нарушение антидопингового правила в составе команды по эстафетному бегу, то эта команда будет автоматически дисквалифицирована в данном виде соревнований. Таким образом, результат сборной Иркутской области (Павел Крицков, Евгений Панасенко, Дмитрий Буряк, Артём Копырялов) в шведской эстафете 800+400+200+100 м (1-е место, 3.09,62) был аннулирован.

### Женщины
| Дисциплина                   | Золото                                                                                         | Золото    | Серебро                                                                                           | Серебро     | Бронза                                                                                           | Бронза   |
| ---------------------------- | ---------------------------------------------------------------------------------------------- | --------- | ------------------------------------------------------------------------------------------------- | ----------- | ------------------------------------------------------------------------------------------------ | -------- |
| Эстафета 400+300+200+100 м   | Иркутская область · Ольга Ницина · Марина Коновалова · Светлана Мешкова · Ксения Дементьева    | 2.07,32   | Новосибирская область · Елена Кобелева · Анна Сафронова · Марина Карнаущенко · Алёна Богачёва     | 2.07,91     | Ульяновская область Наталья Перякова Анастасия Асланиди Регина Ахметова Галина Соболева          | 2.09,99  |
| Эстафета 800+400+200+100 м   | Иркутская область · Ольга Ницина · Марина Коновалова · Светлана Мешкова · Ксения Дементьева    | 3.30,37   | Московская область · Марина Поспелова · Наталья Данилова · Олеся Муратова · Дарья Фоканова        | 3.33,34     | Новосибирская область · Елена Кобелева · Анна Сафронова · Марина Карнаущенко · Алёна Богачёва    | 3.33,61  |
| Эстафета 4×800 м             | Санкт-Петербург · Наталья Евдокимова · Оксана Зброжек · Дарья Ячменёва · Юлия Чиженко          | 8.24,22   | Иркутская область · Александра Гаманец · Наталья Измоденова · Анна Коновалова · Ольга Ницина      | 8.24,48     | Московская область · Олеся Михеева · Марина Поспелова · Александра Павлютенкова · Олеся Муратова | 8.29,99  |
| Эстафета 4×1500 м            | Иркутская область · Александра Гаманец · Ольга Ницина · Наталья Измоденова · Анна Коновалова   | 17.36,89  | Башкортостан · Ляйсан Абдуллина · Татьяна Сибряева · Юлия Васильева · Ульяна Пастухова            | 17.40,10    | Новосибирская область · Екатерина Соколенко · Мария Киселёва · Алла Антипина · Елена Седова      | 17.40,40 |
| Эстафета 4×100 м с барьерами | Татарстан [o] · Екатерина Лапшина · Ианта Черепанова · Ольга Зайнутдинова · Людмила Артамонова | 58,70 [o] | Волгоградская область [o] · Ксения Мельникова · Юлия Иванова · Мадина Джиоева · Вероника Бочковая | 1.05,87 [o] | не вручалась [o]                                                                                 |          |

o  29 ноября 2016 года Спортивный арбитражный суд в Лозанне принял решение о дисквалификации российской многоборки Татьяны Черновой. На основании показателей её биологического паспорта был сделан вывод о применении допинга. Спортсменка была отстранена от соревнований на три года и восемь месяцев, а её результаты с 15 августа 2011 года — аннулированы, в том числе второе место сборной Краснодарского края (Татьяна Чернова, Мария Шумилова, Елена Сапогова, Юлия Жук) на чемпионате России — 2012 в эстафете 4×100 м с барьерами с результатом 56,73.

1 февраля 2019 года стало известно, что Спортивный арбитражный суд на основании доклада Макларена и показаний Григория Родченкова признал 12 российских легкоатлетов виновными в нарушении антидопинговых правил. Среди них оказалась бегунья на 100 метров с барьерами Екатерина Галицкая. Все её результаты с 15 июля 2012 года по 31 декабря 2014 года были аннулированы, в том числе первое место сборной Санкт-Петербурга (Виктория Гаппова, Мария Аглицкая, Ирина Решёткина, Екатерина Галицкая) на чемпионате России по эстафетам — 2012 в эстафете 4×100 м с барьерами с результатом 56,62.

## Чемпионат России по марафону
Чемпионат России по марафону 2012 состоялся 9 сентября в Москве в рамках традиционного XXXII Московского международного марафона мира. Дистанция была проложена по набережным Москвы-реки.

### Мужчины
| Дисциплина | Золото                      | Золото  | Серебро                  | Серебро | Бронза                                | Бронза  |
| ---------- | --------------------------- | ------- | ------------------------ | ------- | ------------------------------------- | ------- |
| Марафон    | Фёдор Шутов Москва Удмуртия | 2:12.09 | Михаил Кульков ХМАО-Югра | 2:12.11 | Алексей Соколов (ст.) Санкт-Петербург | 2:13.01 |

### Женщины
| Дисциплина | Золото                           | Золото  | Серебро                          | Серебро | Бронза                               | Бронза  |
| ---------- | -------------------------------- | ------- | -------------------------------- | ------- | ------------------------------------ | ------- |
| Марафон    | Наталья Соколова Санкт-Петербург | 2:30.10 | Нина Поднебеснова Омская область | 2:34.30 | Наталья Волгина Владимирская область | 2:37.03 |

## Чемпионат России по кроссу (осень)
Осенний чемпионат России по кроссу прошёл в Оренбурге 29—30 сентября 2012 года. Мужчины определили сильнейшего на дистанции 10 км, женщины — 6 км. Соревнования являлись отборочными к чемпионату Европы по кроссу, прошедшему в венгерском Будапеште.

### Мужчины
| Дисциплина  | Золото                       | Золото | Серебро                           | Серебро | Бронза                             | Бронза |
| ----------- | ---------------------------- | ------ | --------------------------------- | ------- | ---------------------------------- | ------ |
| Кросс 10 км | Юрий Чечун Самарская область | 30.58  | Виктор Саенко Воронежская область | 31.05   | Денис Данилин Оренбургская область | 31.09  |

### Женщины
| Дисциплина | Золото                    | Золото | Серебро                            | Серебро | Бронза                           | Бронза |
| ---------- | ------------------------- | ------ | ---------------------------------- | ------- | -------------------------------- | ------ |
| Кросс 6 км | Людмила Лебедева Марий Эл | 20.26  | Олеся Шуклина Свердловская область | 20.27   | Ирина Титова Челябинская область | 20.27  |

## Чемпионат России по горному бегу (длинная дистанция)
VI чемпионат России по длинному горному бегу состоялся 21 октября 2012 года в Красной Поляне, Краснодарский край. На старт вышли 58 участников (38 мужчин и 20 женщин) из 19 регионов России. Нигина Хаитова завоевала третью серебряную медаль на чемпионатах страны по горному бегу в 2012 году: ранее она стала второй на трассах «вверх» и «вверх-вниз».

### Мужчины
| Дисциплина                           | Золото                             | Золото  | Серебро                    | Серебро | Бронза                            | Бронза  |
| ------------------------------------ | ---------------------------------- | ------- | -------------------------- | ------- | --------------------------------- | ------- |
| 30 км перепад высот: +1311 м −1311 м | Юрий Тарасов Новосибирская область | 2:00.04 | Василий Пермитин Татарстан | 2:02.25 | Андрей Сергеев Смоленская область | 2:02.45 |

### Женщины
| Дисциплина                           | Золото                                   | Золото  | Серебро                          | Серебро | Бронза                            | Бронза  |
| ------------------------------------ | ---------------------------------------- | ------- | -------------------------------- | ------- | --------------------------------- | ------- |
| 30 км перепад высот: +1311 м −1311 м | Александра Жаворонкова Самарская область | 2:27.53 | Нигина Хаитова Кировская область | 2:28.16 | Мария Аксёнова Смоленская область | 2:29.21 |

## Состав сборной России для участия в XXX Летних Олимпийских играх
По итогам чемпионата и с учётом выполнения необходимых нормативов, в состав сборной для участия в XXX Летних Олимпийских играх в Лондоне вошли 104 атлета:
Мужчины
400 м: Максим Дылдин, Павел Тренихин.

Эстафета 4х400 м: Максим Дылдин, Павел Тренихин, Владимир Краснов, Денис Алексеев, Валентин Кругляков, Сергей Петухов.

800 м: Юрий Борзаковский — имел освобождение от отбора, Иван Тухтачёв.

1500 м: Егор Николаев.

Марафон: Дмитрий Сафронов, Григорий Андреев, Алексей Реунков.

3000 м с препятствиями: Николай Чавкин.

110 м с барьерами: Сергей Шубенков — имел освобождение от отбора, Константин Шабанов, Алексей Дрёмин.

400 м с барьерами: Вячеслав Сакаев.

Прыжок в высоту: Иван Ухов, Андрей Сильнов, Александр Шустов.

Прыжок с шестом: Сергей Кучеряну, Дмитрий Стародубцев, Евгений Лукьяненко.

Прыжок в длину: Александр Меньков, Сергей Моргунов — отобрался по результатам чемпионата мира среди юниоров, Александр Петров.

Тройной прыжок: Люкман Адамс.

Толкание ядра: Максим Сидоров, Иван Юшков, Сослан Цирихов.

Метание диска: Богдан Пищальников.

Метание молота: Кирилл Иконников, Игорь Виниченко, Алексей Загорный.

Метание копья: Илья Коротков.

Десятиборье: Сергей Свиридов, Илья Шкуренёв.

Ходьба 20 км: Валерий Борчин, Андрей Кривов, Владимир Канайкин.

Ходьба 50 км: Сергей Бакулин, Сергей Кирдяпкин, Игорь Ерохин.
Женщины
100 м: Ольга Белкина.

200 м: Александра Федорива, Наталья Русакова, Елизавета Савлинис.

Эстафета 4х100 м: Ольга Белкина, Александра Федорива, Наталья Русакова, Елизавета Савлинис, Юлия Чермошанская, Евгения Полякова.

400 м: Антонина Кривошапка, Юлия Гущина, Татьяна Фирова.

Эстафета 4х400 м: Антонина Кривошапка, Юлия Гущина, Татьяна Фирова, Наталья Назарова, Анастасия Капачинская, Ксения Вдовина.

800 м: Мария Савинова, Елена Аржакова — имели освобождение от отбора, Екатерина Поистогова.

1500 м: Екатерина Костецкая, Екатерина Мартынова, Татьяна Томашова.

5000 м: Ольга Головкина — имела освобождение от отбора, Елена Наговицына.

10 000 м: Елизавета Гречишникова.

Марафон: Лилия Шобухова, Альбина Майорова, Татьяна Архипова.

3000 м с препятствиями: Юлия Зарипова, Гульнара Самитова-Галкина, Елена Орлова.

100 м с барьерами: Татьяна Дектярёва, Екатерина Галицкая, Юлия Кондакова.

400 м с барьерами: Ирина Давыдова — имела освобождение от отбора, Наталья Антюх, Елена Чуракова.

Прыжок в высоту: Анна Чичерова, Светлана Школина, Ирина Гордеева.

Прыжок с шестом: Елена Исинбаева — имела освобождение от отбора, Светлана Феофанова, Анастасия Савченко.

Прыжок в длину: Елена Соколова, Анна Назарова, Людмила Колчанова.

Тройной прыжок: Татьяна Лебедева, Виктория Валюкевич, Вероника Мосина.

Толкание ядра: Евгения Колодко, Анна Авдеева, Ирина Тарасова.

Метание диска: Дарья Пищальникова, Вера Ганеева, Светлана Сайкина.

Метание молота: Татьяна Лысенко, Гульфия Ханафеева, Мария Беспалова.

Метание копья: Мария Абакумова.

Семиборье: Татьяна Чернова — имела освобождение от отбора, Кристина Савицкая, Ольга Курбан.

Ходьба 20 км: Ольга Каниськина, Елена Лашманова, Анися Кирдяпкина.